# Schwülper
Schwülper er en kommune i den sydlige del af Landkreis Gifhorn i den tyske delstat Niedersachsen. Den ligger i den sydvestlige del af amtet (Samtgemeinde) Papenteich. I kommunen ligger landsbyerne Hülperode, Klein Schwülper, Lagesbüttel, Rothemühle, Groß Schwülper og Walle.
Schwülper grænser mod nordvest til Braunschweig. Vandløbene Schunter og Bickgraben løber i kommunen ud i floden Oker.